# Johann Michael Schmidt (Theologe)
Johann Michael Schmidt (* 22. Mai 1934 in Altona, heute Hamburg) ist ein deutscher evangelische Theologe und emeritierter Professor am Institut für Evangelische Theologie (Philosophische Fakultät) der Universität Köln. Seine Haupt-Forschungsgebiete waren die Biblische Theologie und Hermeneutik im Kontext des christlich-jüdischen Gesprächs und das Verhältnis von Kirche und Israel zur Matthäuspassion von J. S. Bach.

## Leben
Johann Michael Schmidt studierte Evangelische Theologie in Hamburg und Heidelberg. 1963 erfolgte die Promotion zum Dr. theol. in Hamburg mit einer Arbeit über Aaron und Mose und 1968 die Habilitation ebenfalls in Hamburg mit einer Arbeit über Die jüdische Apokalyptik. 1961 bis 1968 war er Wissenschaftlicher Assistent am alttestamentlichen Seminar der Universität Hamburg. 1968 bis 1970 übernahm er eine Lehrstuhlvertretung (Altes Testament) an der Universität Göttingen. 1970 folgte die Berufung auf den Lehrstuhl für Evangelische Theologie und ihre Didaktik an der Pädagogischen Hochschule Rheinland, Abt. Neuss, und 1980 die Berufung an die Universität Köln, Erziehungswissenschaftliche Fakultät, bis zur Emeritierung im Jahr 1999.

## Schriften (Auswahl)
- Die jüdische Apokalyptik. Die Geschichte ihrer Erforschung. Neukirchener Verlag, Neukirchen-Vluyn 1969; 2. Aufl. 1976.
- Heine und Luther. Heines Lutherrezeption in der Spannung der Daten 1483 und 1933. In: Heine-Jahrbuch 24, 1985, S. 9–79.
- mit Hans Jochen Boecker u. a.: Altes Testament (Neukirchener Arbeitsbücher). Neukirchener Verlag, Neukirchen-Vluyn, 4. Aufl. 1993.
- mit Katja Kriener (Hrsg.): Gottes Treue – Hoffnung von Christen und Juden. Neukirchener Verlag, Neukirchen-Vluyn 1998.
- mit Katja Kriener (Hrsg.): „... um seines NAMENs willen“. Christen und Juden vor dem Einen Gott Israels. Neukirchener Verlag, Neukirchen-Vluyn 2005.
- Die Matthäus-Passion von Johann Sebastian Bach. Zur Geschichte ihrer religiösen und politischen Wahrnehmung und Wirkung. Kohlhammer, Stuttgart 2013. ISBN 978-3-17-021819-2
- Die Matthäuspassion von Johann Sebastian Bach. Zur Geschichte ihrer religiösen und politischen Wahrnehmung und Wirkung (= Studien zu Kirche und Israel; Neue Folge. Band 11). Neuauflage, dritte  Auflage. Evangelische Verlagsanstalt, Leipzig 2018, ISBN 978-3-374-05448-0.